# Yvette Barbaza
Yvette Barbaza (Càsols de Besièrs, Llenguadoc, 1914 - París, 2009). Doctora en Lletres, professora d'Història i Geografia i encarregada de recerca del CNRS (Centre Nacional de la Recerca Científica).
S'ha dedicat especialment a temes mediterranis i en particular a la Costa Brava. L'any 1966 va publicar la seva obra monumental Le Paysage humain de la Costa Brava, subvencionada pel Ministeri de l'Educació Nacional de França i pel CNRS.

## Biografia
Yvette Barbaza va néixer el 29 de març de 1914 a Càsols de Besièrs (l'Erau, França). Va estudiar a l'internat de Béziers, a l'École Normale, per poder ser professora. Va cursar estudis superiors a la facultat de Montpeller, on es va començar a interessar per la geografia. Durant l'ocupació de França pels alemanys, el catedràtic Jules Sion li proposa que estudiï la Costa Brava. Arran d'aquesta proposta, Barbaza descobriria la seva nova passió: la bellesa dels paisatges de la costa empordanesa i selvatana.
A Montpeller, coneix el seu futur espòs, llicenciat en Lletres (com ella) i en Dret. Es van casar el 1938 i es van traslladar definitivament a París el 1948. Van tenir tres fills: dues nenes i un nen. Durant aquest període, va fer de professora a diversos instituts: l'institut de Saint-Germain-en-Laye, al Lycée Montaigne de París i al Lycée Víctor Hugo.
No va ser fins a l'any 1956 que va decidir tirar endavant la seva tesi doctoral sobre la Costa Brava, amb la tutorització de Georges Chabot. Va ser gràcies a la seva mare, que va ocupar-se de les feines de la casa i dels nens, que va poder dedicar el temps suficient com per poder editar les 800 pàgines que formen la seva obra. Amb motiu de l'elaboració de la seva tesi doctoral, el 1956 va posar els peus per primera vegada a la Costa Brava. Aquest primer contacte seria l'inici de moltes altres visites, any rere any, estiu rere estiu, fins al 1974.
En deu anys, acaba la seva tesi doctoral. Entre 1956 i 1966, treballa sense descans per a aquest objectiu i, a més, és encarregada de recerca del CNRS (Centre Nacional de recherche scientifique). El juny de 1966, va defensar la tesi davant del jurat i, pocs mesos després, la Librairie Armand Colin de París li publicava Le paysage humain de la Costa Brava, en francès.
Un cop obtingut el títol de doctora, va donar classes a la Universitat de Lille i després a la Universitat de París VII, a Vincennes.
El 1975, es traslladà a la Costa d'Ivori, per tal de participar en la creació de l'Institut de Géographie Tropicale a la Universitat d'Abidjan. Sis anys més tard, tornà a França, on treballà a la Universitat de Saint-Denis, fins al 1984.
Durant la seva jubilació, tampoc es va estar quieta: conferències, ponències, intervencions en simposis, seminaris... Però el projecte més important va ser la traducció de la seva obra al català, que, finalment, sortiria a la llum el 1988, gràcies a l'editorial Edicions 62, i que tindria un apèndix de Joan Cals i Güell, catedràtic d'Economia de la UAB.

## Obra:Le Paysage humain de la Costa Brava
Els dos volums que conformen l'obra més important d'Yvette Barbaza, Le Paysage humain de la Costa Brava (en català, El paisatge humà de la Costa Brava) són fruit de la seva tesi doctoral. Són més de 800 pàgines, a través de les quals mostra l'amor que sentia pels paisatges i la gent mediterrània. Encara ara, cinquanta anys després de la seva publicació en francès, el 1966 per la Librairie Armand Colin de París, és un dels llibres de consulta obligatòria quan es tracta d'analitzar la Costa Brava en l'àmbit econòmic, humà o territorial.